# Fantasia (film)
Fantasia è un film d'animazione del 1940 a episodi diretto da registi vari.
Prodotto da Walt Disney Productions e distribuito da Walt Disney Company. Con la direzione di storia di Joe Grant e Dick Huemer, e la supervisione di produzione di Ben Sharpsteen, è il 3º nonché più lungo Classico Disney. Il film è composto da otto segmenti animati impostati su brani di musica classica diretti - e in qualche caso arrangiati - da Leopold Stokowski, sette dei quali sono eseguiti dall'Orchestra di Filadelfia. Il critico musicale e compositore Deems Taylor agisce come maestro di cerimonie, introducendo ogni segmento in scene live action interstiziali.
Come il primo Classico Disney  Biancaneve e i sette nani, anche Fantasia venne ritenuto un film che non avrebbe fatto successo e portato l'azienda al fallimento. A differenza però di Biancaneve, Fantasia fu effettivamente un insuccesso durante la prima distribuzione nelle sale statunitensi. Il film non poté essere esportato in Europa, a causa della Seconda Guerra Mondiale che aveva bloccato il commercio internazionale, e il fiasco al botteghino fece quasi fallire l'azienda, che però recuperò un anno dopo con il quarto Classico Disney, Dumbo - L'elefante volante.
Disney ebbe l'idea di realizzare il film mentre si avvicinava il completamento dei lavori de L'apprendista stregone, un cortometraggio delle Sinfonie allegre concepito come un ritorno di Topolino, la cui popolarità era declinata. Poiché i costi di produzione erano cresciuti, superando il possibile guadagno, Disney decise di includere il corto in un lungometraggio con altri segmenti impostati su brani classici. La colonna sonora venne registrata usando un processo multicanale e riprodotta in Fantasound, un innovativo sistema di riproduzione del suono che rese Fantasia il primo film commerciale proiettato in stereofonia.
Fantasia debuttò in un numero limitato di sale in tredici città degli Stati Uniti a partire dal 13 novembre 1940. Ricevette reazioni critiche contrastanti, e non fu in grado di realizzare un profitto. Fu dovuto in parte alla seconda guerra mondiale, che tagliava fuori il redditizio mercato europeo, ma anche agli elevati costi di produzione del film, alle spese di affitto dei cinema e all'installazione delle attrezzature Fantasound per le proiezioni limitate. Inoltre parte del pubblico si allontanò dalla Disney improvvisamente diventata "colta", preferendo le animazioni più edulcorate. 
La pellicola venne riproposta più volte con video e audio eliminati, restaurati e modificati a partire dal 1945 subito dopo la fine della guerra, permettendo al film di essere riscoperto dal pubblico europeo. Fantasia ha incassato 76 milioni di dollari di entrate nazionali ed è il ventiduesimo maggior incasso cinematografico di tutti i tempi negli Stati Uniti al netto dell'inflazione. Il nipote di Walt, Roy E. Disney, co-produsse un sequel uscito nel 1999 dal titolo Fantasia 2000.
Nel 1990 il film è stato selezionato per la conservazione nel National Film Registry degli Stati Uniti dalla Biblioteca del Congresso come "culturalmente, storicamente o esteticamente significativo".

## Trama

### Episodi

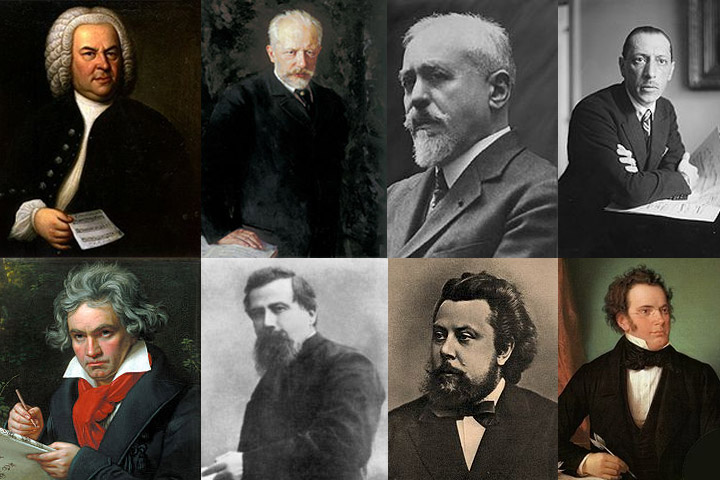
I compositori i cui brani sono presenti nel film: Bach, Čajkovskij, Dukas, Stravinskij, Beethoven, Ponchielli, Musorgskij e Schubert.

Fantasia si apre con scene live-action dei membri di un'orchestra che raccolgono e mettono a punto i loro strumenti. Il maestro di cerimonie Deems Taylor entra in scena e introduce il programma:
- Toccata e fuga in Re minore di Johann Sebastian Bach. Riprese live action dell'orchestra illuminata di blu e oro, sostenuta da ombre sovrapposte, si dissolvono in disegni astratti. Linee animate, figure e formazioni nuvolose riflettono il suono e il ritmo della musica.[3]
- Lo schiaccianoci di Pëtr Il'ič Čajkovskij. Selezioni dal balletto di Čajkovskij sottolineano scene raffiguranti l'alternarsi delle stagioni: primavera, estate, autunno e inverno. Vengono presentate una varietà di danze con fate, funghi, pesci, fiori e foglie, tra cui Danza della Fata Confetto, rappresentato con delle fatine alle prese con i fiori, Danza cinese, con dei funghetti che ballano, Danza degli zufoli con delle ninfee capovolte, Danza araba con dei pesciolini somiglianti a Cleo, pesciolina del coevo classico Disney Pinocchio, Danza russa, con dei cardi e viole del pensiero danzanti e Valzer dei fiori, con le fate dell'autunno e dell'inverno.[4]
- L'apprendista stregone di Paul Dukas, basato sull'omonima ballata del 1797 scritta da Johann Wolfgang von Goethe. Topolino, il giovane apprendista del potente stregone Yen Sid, prova alcuni dei trucchi magici del suo maestro, come insegnare a delle scope fatate a rabboccare i secchi d’acqua, ma non sa controllarli.[5]
- La sagra della primavera di Igor' Fëdorovič Stravinskij. Una storia visiva delle origini della Terra è raffigurata su sezioni selezionate del balletto. La sequenza prosegue dalla formazione del pianeta verso le prime creature viventi, seguite dal regno e l'estinzione dei dinosauri.[6]
- Intervallo/Incontra la Colonna Sonora. I musicisti dell'orchestra si allontanano e viene mostrato il cartello del titolo. Dopo la pausa vi è una breve jam session di musica jazz guidata da un clarinettista mentre i membri dell'orchestra ritornano. Quindi viene presentata una dimostrazione umoristicamente stilizzata di come il suono viene reso in un film. Una colonna sonora animata "personificata", inizialmente una linea retta bianca, si trasforma in forme e colori diversi in base ai suoni riprodotti.[7]
- Sinfonia n. 6 "Pastorale" di Ludwig Van Beethoven. Un mitico mondo dell'antica Grecia con unicorni, fauni, Pegasi, centauri, cupidi, e altre figure della mitologia classica viene rappresentato sulla musica di Beethoven. Un incontro per una festa in onore di Bacco, il dio del vino, viene interrotto da Zeus che crea un temporale e lancia fulmini ai partecipanti.[8]
- Danza delle ore di Amilcare Ponchielli. Un balletto comico in quattro sezioni: Madame Upanova e i suoi struzzi (mattino); Giacinta l'ippopotamo e le sue servitrici (pomeriggio); Elephanchine e la sua compagnia di elefantesse che soffiano bolle di sapone (sera); Ben Ali Gator e il suo gruppo di alligatori (notte). Il finale mostra tutti i personaggi che ballano insieme finché il loro palazzo non crolla.[9]
- Una notte sul Monte Calvo di Modest Petrovič Musorgskij e Ave Maria di Franz Schubert. A mezzanotte il malvagio demone Chernabog richiama gli spiriti maligni e le anime inquiete dalle loro tombe. Gli spiriti danzano e volano in aria finché il suono di una campana li riporta indietro, mentre la notte fa posto all'alba. Si sente un coro cantare l'Ave Maria mentre una fila di monaci con le torce accese cammina attraverso una foresta che assume sempre più l'aspetto di una cattedrale.[10]

## Produzione

### Origini

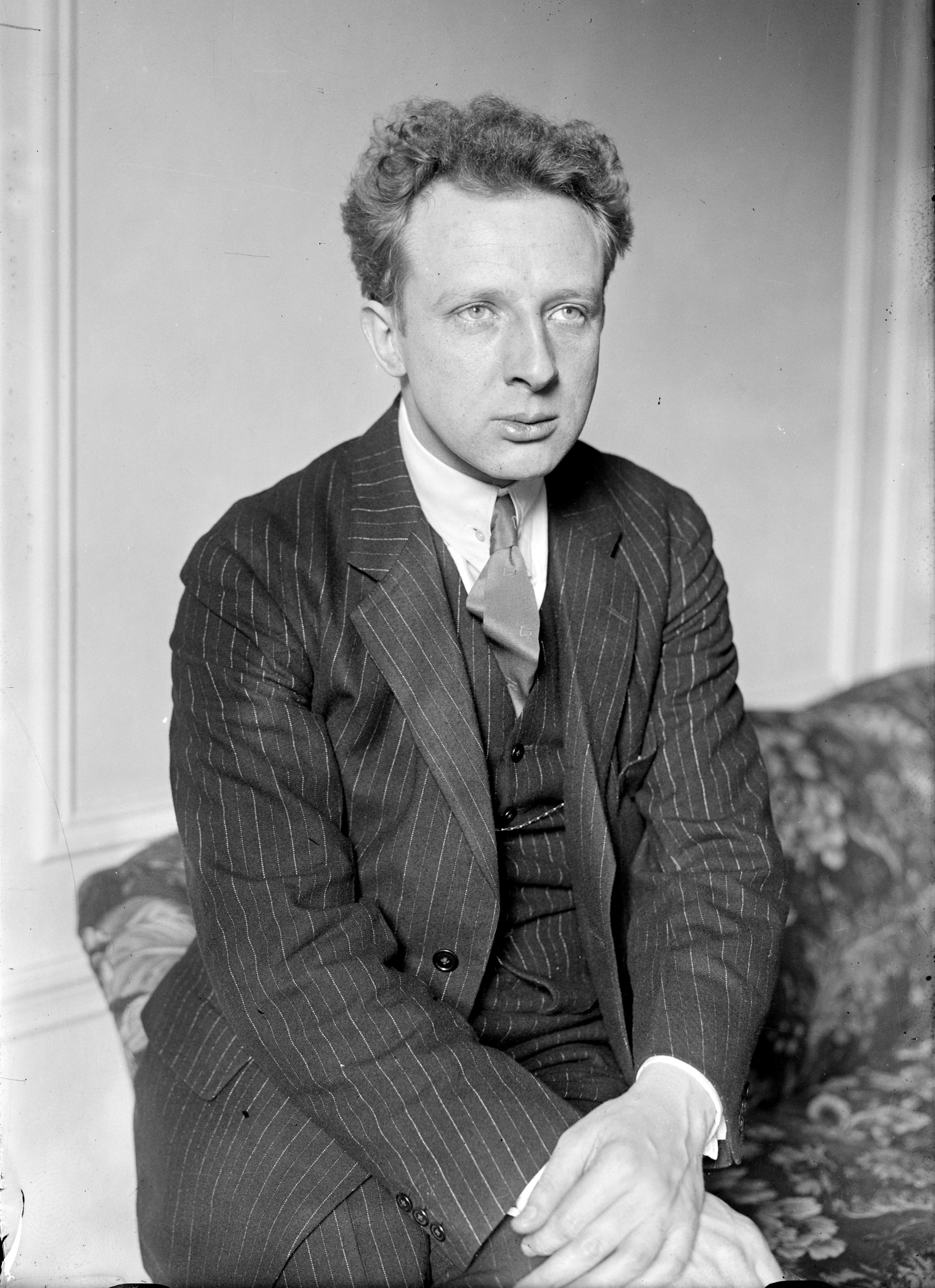
Leopold Stokowski.

Nel 1936, Walt Disney riteneva che Topolino, la stella dello studio Disney, avesse bisogno di un aumento di popolarità e decise di inserirlo in L'apprendista stregone, un cortometraggio animato di lusso basato sulla ballata scritta da Johann Wolfgang von Goethe e impostato sul poema sinfonico di Paul Dukas ispirato al racconto originale. Il concetto di combinare l'animazione alla musica classica era stato utilizzato fin dal 1928 nella serie di disegni animati della Disney Sinfonie allegre, ma Walt voleva andare oltre la solita farsa, e produrre cortometraggi dove "la pura fantasia si rivela... l'azione controllata da un motivo musicale ha grande fascino nel regno dell'irrealtà". Dopo aver ricevuto i diritti per usare la musica alla fine del luglio 1937, Disney pensò di utilizzare un noto direttore d'orchestra per registrare la musica, aggiungendovi prestigio. Gli capitò di incontrare Leopold Stokowski, direttore dell'Orchestra di Filadelfia dal 1912, presso il ristorante Chasen's a Hollywood, e gli parlò dei suoi piani per il cortometraggio. Stokowski ricordò che fece "come la musica"; fu felice di collaborare al progetto, e si offrì di condurre il brano a costo zero.
Dopo il loro incontro, il rappresentante di Disney a New York s'imbatté in Stokowski su un treno diretto verso l'Oriente. Scrivendo a Disney, gli riferì che Stokowski era "molto serio nella sua offerta di fare la musica gratis. Aveva delle idee molto interessanti sulla colorazione strumentale, che sarebbe perfetta per un mezzo di animazione". Nella sua risposta entusiasta del 26 ottobre 1937, Disney scrisse che si sentiva "elettrizzato all'idea che Stokowski lavori con noi... L'unione di Stokowski e la sua musica, insieme con il meglio del nostro mezzo, sarebbero gli strumenti di un successo e dovrebbero portare a un nuovo stile di presentazione di film". Aveva già iniziato a lavorare su una bozza della storia, e voleva usare "i migliori uomini... dal colore... agli animatori" sul cortometraggio. L'apprendista stregone doveva essere promosso come "speciale" e venduto ai cinema come un film unico nel suo genere, al di fuori della serie di cartoni animati di Topolino.

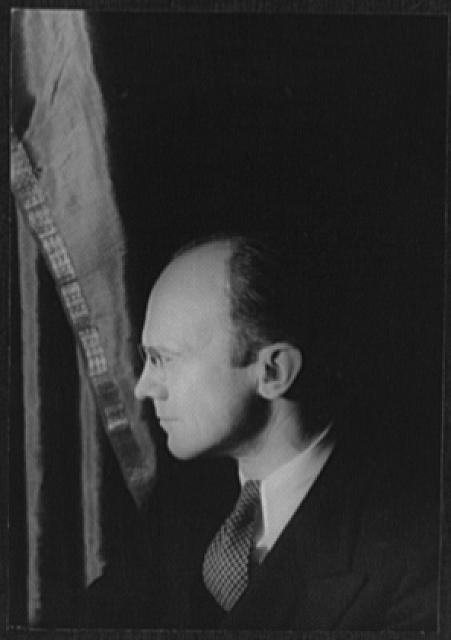
Deems Taylor.

Un accordo firmato da Disney e Stokowski il 16 dicembre 1937 permise al direttore di "selezionare e utilizzare un'orchestra sinfonica completa" per la registrazione. Disney affittò un palcoscenico presso i Culver Studios in California per la sessione, che cominciò a mezzanotte del 9 gennaio 1938, e durò per tre ore con 85 musicisti di Hollywood. Poiché i costi di produzione di L'apprendista stregone erano saliti a 125 000 dollari, diventò più chiaro a Disney e a suo fratello Roy, che gestiva le finanze dello studio, che il cortometraggio non avrebbe mai potuto recuperare una tale somma da solo. Roy volle che suo fratello mantenesse qualsiasi spesa supplementare per il film al minimo e disse che "a causa della sua natura sperimentale e senza precedenti... non abbiamo idea di cosa ci si può aspettare da una tale produzione". Ben Sharpsteen, un supervisore di produzione di Fantasia, osservò che il suo budget era da tre a quattro volte maggiore rispetto a una normale Sinfonia allegra, ma Disney "vide questo problema in forma di opportunità. Fu la nascita di un nuovo concetto, un gruppo di numeri separati - indipendentemente dalla loro durata - messi insieme in una singola presentazione. Si rivelò essere un concerto - qualcosa di nuovo e di alta qualità".
Idee per la produzione di un film completo vennero ricercate nel febbraio del 1938, quando furono effettuate richieste di prolungamento del contratto di Stokowski. Nel mese di agosto, la Disney chiese al rappresentante di Stokowski di farlo tornare agli studi per selezionare il materiale per il nuovo film, che era stato inizialmente intitolato The Concert Feature. La coppia inoltre pensò di presentare il film con un conduttore su schermo che introducesse ogni numero del programma. Entrambi avevano sentito il compositore e critico musicale Deems Taylor effettuare i commenti d'intermezzo durante le trasmissioni radiofoniche della New York Philharmonic, e convennero che sarebbe stato il più adatto per il ruolo. Disney fece il contatto a Taylor in merito al progetto, ma poi il lavoro su Pinocchio, Bambi e lo sviluppo del suo nuovo studio di Burbank lo tenevano troppo occupato per lavorare al nuovo film. In un cambiamento di programma, a Taylor venne chiesto, durante una chiamata il 3 settembre 1938, di partire per gli studi il più presto possibile. Lasciò New York per Los Angeles in treno due giorni dopo per una visita di un paio di mesi.

### Sviluppo e scelta delle sequenze
Quando Taylor arrivò in studio cominciò a selezionare i brani musicali per The Concert Feature. Disney fece raccogliere dagli sceneggiatori Joe Grant e Dick Huemer una selezione preliminare di musica e insieme con Stokowski, Taylor e i capi dei vari dipartimenti discusse le loro idee. Ogni incontro veniva registrato parola per parola da stenografi e ai partecipanti veniva data una copia della conversazione per la revisione. Quando le selezioni venivano considerate, una registrazione del brano veniva trovata e riprodotta nell'incontro seguente. Disney non contribuì molto alle discussioni preliminari; egli ammetteva che la sua conoscenza della musica era istintiva e inesperta. In una riunione, chiese un brano "su cui possiamo costruire qualcosa di tema preistorico... con gli animali". Il gruppo stava prendendo in considerazione di utilizzare L'uccello di fuoco di Igor Stravinskij, ma Taylor osservò che la sua "La sagra della primavera sarebbe qualcosa su tale ordine". Disney gli rispose dopo aver sentito una registrazione: "Questo è meraviglioso! Sarebbe perfetto per gli animali preistorici. Ci sarebbe qualcosa di terrificante in dinosauri, lucertole volanti, e mostri preistorici. Ci potrebbe essere bellezza nelle ambientazioni".
Numerose scelte vennero scartate mentre continuavano i colloqui, compreso il Moto Perpetuo di Niccolò Paganini con "colpi di dinamo, ingranaggi, pistoni" e "ruote piroettanti" per mostrare la produzione di un bottone del colletto. Altre eliminazioni furono il Preludio in Sol minore e la Troika di Sergei Rachmaninoff e una resa di La canzone della pulce di Musorgskij, che doveva essere cantata da Lawrence Tibbett. Il 29 settembre 1938 circa 60 artisti di Disney si riunirono per un concerto per pianoforte di due ore e mezza, mentre Walt forniva una cronaca sul nuovo film musicale. Venne anche proiettata una versione grezza di L'apprendista stregone che, secondo un partecipante, vide la folla applaudire "finché le loro mani non divennero rosse".
La preproduzione iniziò approssimativamente nel settembre del 1938, allorché Stokowski, Disney e altri membri del progetto ascoltarono numerosi brani musicali per decidere se inserirli o no nel film e per definire i temi.. Se all'inizio sembrò evidente creare un collage di cartoni animati senza un vero protagonista (sulla scia delle Sinfonie allegre) in ottobre Walt manifestò il suo volere di non far divenire il film una semplice collezione di cortometraggi. Il 26 settembre, Disney propose per il film una diffusione su schermo largo (che sarà realizzata più tardi col CinemaScope). Disney aveva già iniziato a elaborare i dettagli per i segmenti, e mostrava maggiore entusiasmo e desiderio rispetto alla sua ansia mentre iniziava a lavorare su Pinocchio.
Le sette opere musicali scelte oltre all'Apprendista Stregone furono:
- Toccata e fuga in re minore di Johann-Sebastian Bach;
- vari estratti dal balletto Lo schiaccianoci di Pëtr Il'ič Čajkovskij;
- La sagra della primavera di Igor' Fëdorovič Stravinskij;
- l'Entrée des petits faunes da Cydalise et le Chèvre-pied di Gabriel Pierné;
- la Danza delle ore, balletto preso dall'opera La Gioconda di Amilcare Ponchielli;
- Una notte sul Monte Calvo di Modest Musorgskij;
- L'Ave Maria di Franz Schubert.

Questa lista fu stabilita abbastanza presto, il 13 settembre 1938 secondo Michael Barrier, il 20 per Robin Allan. Allan indica che L'uccello di fuoco (1910) e Petruška (1911) furono nominati durante la riunione e poterono costituire un finale perfetto secondo Deems Taylor. La lista datata 20 settembre aggiunge Clair de lune, tratto dalla Suite bergamasque di Claude Debussy. Furono considerati brani di Beethoven, Paganini, il Boléro di Maurice Ravel, Till Eulenspiegel di Richard Strauss.
Grant e Maltin citano le seguenti opere ipotizzate:
- Clair de lune tratto dalla Suite bergamasque di Claude Debussy;
- l'Invito alla danza di Carl Maria von Weber combinata al Pegaso Peter della sequenza della Sinfonia Pastorale;
- Pierino e il lupo di Sergej Prokof'ev;
- l'Umoresca nº7 di Antonín Dvořák con i funghi da Lo schiaccianoci;
- Il cigno di Tuonela dalla Lemminkäinen Suite (1893) di Jean Sibelius;
- la Cavalcata delle Valchirie dall'opera La Valchiria di Richard Wagner.

La più conosciuta delle sequenze scartate è Clair de lune che non fu inclusa solo per ragioni di eccessiva lunghezza. Questa sequenza è poi stata utilizzata con musiche moderne nel classico Musica maestro del 1946 insieme con Pierino e il lupo di Prokofiev. Le musiche furono registrate fra gennaio e maggio del 1939. Le sette sequenze finali furono stabilite una volta per tutte nel luglio del 1939, quando fu scartata la sequenza di Claire de Lune. Questa parte venne presto rimossa dal programma di Fantasia, ma Disney e i suoi sceneggiatori incontrarono dei problemi nell'impostare una storia concreta su Cydalise. La sua marcia di apertura, L'entrata dei piccoli fauni, aveva attratto Disney al brano, che in un primo momento forniva le adeguate rappresentazioni di fauni che lui voleva. Il 5 gennaio 1939, a seguito di una ricerca di un pezzo forte per adattarsi al tema mitologico, il brano venne sostituito da sezioni della sesta sinfonia di Beethoven. Stokowski non fu d'accordo con lo scambio, credendo che l'idea della mitologia di Disney "non è proprio il tema che questa sinfonia tratta". Era anche preoccupato dell'accoglienza dagli appassionati di musica classica, che avrebbero criticato Disney per essersi avventurato troppo lontano dalla volontà del compositore. Taylor invece accolse con favore il cambiamento, descrivendolo "stupefacente", e non vedeva "nessuna obiezione possibile a esso".
Il nuovo film continuò a essere conosciuto come The Concert Feature o Musical Feature fino al novembre 1938. Hal Horne, un pubblicista per la RKO Radio Pictures (distributrice dei film Disney), volle un titolo diverso, e suggerì Filmharmonic Concert. Stuart Buchanan tenne così un concorso presso lo studio per un titolo, che produsse quasi 1 800 proposte tra cui Bach to Stravinsky and Bach e Highbrowski by Stokowski. Eppure, il preferito dei supervisori del film era Fantasia, un titolo di lavorazione che era venuto in mente a Horne, "Non è la sola parola, ma il significato che leggiamo in essa". Fin dall'inizio del suo sviluppo, Disney espresse la maggiore importanza della musica in Fantasia rispetto al suo lavoro passato: "Nel nostro materiale ordinario, la nostra musica è sempre dietro l'azione, ma su questo... noi dovremmo rappresentare questa musica - non adattarla alla nostra storia". Disney sperava che il film avrebbe portato la musica classica alle persone che, compreso sé stesso, erano "passate sopra a questo genere di cose."

### Design e animazione
Oltre mille artisti e tecnici vennero utilizzati per la realizzazione di Fantasia, che presenta più di 500 personaggi. I segmenti vennero colorati scena per scena in modo che i colori di una sola ripresa si armonizzassero con i precedenti e seguenti. Prima che uno schema narrativo di un segmento fosse completo, uno schema di colore generale veniva progettato per l'umore generale della musica, e modellato in modo da corrispondere con lo sviluppo dell'oggetto. Il dipartimento dei modelli dei personaggi avrebbe anche scolpito modelli tridimensionali in argilla così che gli animatori potessero vedere il loro soggetto da tutte le angolazioni.

#### Toccata e fuga in Re minore: l'astrazione visuale
Disney era stato interessato alla produzione di animazione astratta da quando aveva visto A Color Box di Len Lye nel 1935. Spiegò che il lavoro svolto nella Toccata e fuga "non era un'idea improvvisa... erano qualcosa che avevamo nutrito lungo diversi anni, ma non avevamo mai avuto la possibilità di provare". I progetti preliminari includevano quelli provenienti dall'animatore degli effetti Cy Young, che produsse disegni influenzati dai motivi sul bordo di un pezzo di film sonoro. Alla fine del 1938 Disney assunse Oskar Fischinger, un artista tedesco che aveva prodotto numerosi film d'animazione astratti, tra cui alcuni con la musica classica, per lavorare con Young. Dopo la revisione di tre bobine Leica prodotte dai due, Disney le respinse tutte e tre. Secondo Huemer tutto quello che Fischinger "fece furono piccoli triangoli e disegni... non era venuto fuori niente. Troppo bellino, disse Walt".
Fischinger, come Disney, era abituato ad avere il pieno controllo sul suo lavoro e non era abituato a lavorare in gruppo. Sentendo che i suoi disegni erano troppo astratti per un pubblico di massa, Fishinger lasciò lo studio in preda a un'apparente disperazione, prima che il segmento fosse completato, nell'ottobre 1939. Disney aveva in programma di fare della Toccata e fuga uno sperimentale film tridimensionale, e al pubblico sarebbero state date delle cornici stereoscopiche di cartone con i loro programmi di souvenir, ma l'idea venne abbandonata.

#### Le danze della suite delloSchiaccianoci
Questa sequenza era stata proposta nel 1935 come una Silly Symphony intitolata Balletto dei Fiori. Grant rammenta che la sequenza fu divisa in sei sezioni ognuna illustrante un balletto della suite di Čajkovskij:
- La Danza delle fate confetto, che depongono la rugiada nel sottobosco risvegliando tutta la natura. La dolcezza e la luminosità dei personaggi furono resi possibili grazie a una speciale pittura trasparente.
- La Danza cinese: un gruppo di Funghi Danzanti evocano dei ballerini cinesi mentre ballano un buffo movimento. Un fungo più piccolo degli altri, chiamato ufficialmente Hop Low e soprannominato il "Cucciolo di Fantasia" da un critico, non riesce mai a rientrare nel gruppo[49]. Si dice che l'animatore Art Babbitt si fosse affidato ai Tre marmittoni come guida per animare i funghi danzanti nel numero della Danza cinese. Disegnò con una colonna sonora fissata alla sua scrivania per sviluppare la coreografia collegando l'azione alla melodia e al contrappunto, "quelle brutte piccole note in sottofondo... così qualcosa deve essere legato a esse."
- La Danza degli zufoli: le ballerine del «Balletto dei fiori» ballano sull'acqua ed eseguono una danza che termina con il precipitare in una cascata[49].
- La Danza araba: in una atmosfera sottomarina esotica, un banco di pesci rossi dalle pinne lunghe e diafane, effettua una lenta danza orientale[49]. Questi pesci, come già detto, riprendono lo stereotipo di Cleo in Pinocchio.[32]
- La Danza russa: dei "cardi cosacchi" e delle "orchidee paesane" evocano una danza slava[49].
- Il Valzer dei fiori: le fate dell'autunno fanno cadere le foglie[49] fino all'inverno in cui il gelo ricopre lentamente ogni cosa. Si susseguono le fate invernali e le fate dei fiocchi di neve che danzano sul ghiaccio. Gli effetti di questa sequenza furono ottenuti grazie alla multiplane camera. Le fate di questa sequenza, che paiono delle libellule, sono una creazione della direttrice artistica, di origine inglese, Sylvia Holland[50]. Lo studio professionale filmò le ballerine Joyce Coles e Marjorie Belcher che indossavano tutù che assomigliavano alle forme dei fiori che stavano sopra l'acqua nella Danza dei flauti. Venne anche portata una ballerina araba per studiare i movimenti del pesce rosso nella Danza araba.[51]

#### L'apprendista stregone
Disney non fu il primo a trasportare la storia dell'Apprendista stregone al cinema: già Sidney Levee aveva realizzato The Wizard's Apprentice nel 1930 come un adattamento di Hugo Riesenfeld; l'anno successivo, Oskar Fischinger realizzò Studie Nr. 8, comprendente la versione di Paul Dukas e qualche anno dopo la compagnia francese di film realizzò una propria versione del Der Zauberlehrling. Questa sequenza è forse la più nota del film, soprattutto per l'utilizzo di un personaggio già noto al pubblico come Topolino. Il film ricorda molto Fanfara, in cui Topolino indossa un costume assai simile a quello di Fantasia e non parla. Per questo ruolo fu necessario un trattamento particolare per il personaggio. A partire dal 1936, il ruolo di Topolino era diventato, rispetto ai personaggi secondari, meno adatto alle gag, anche per il suo carattere mite e saggio. La sua popolarità stava scemando a vantaggio di altri personaggi come Paperino e Pippo, che divennero protagonisti di serie loro omonime dal 1938. Topolino fu ridisegnato dall'animatore, che per la prima volta gli aggiunse le pupille per ottenere maggiori gamme di espressione.
L'animazione iniziò il 21 gennaio 1938, quando James Algar, il regista del segmento, assegnò all'animatore Preston Blair la scena di Topolino che si sveglia dal suo sogno. Ciascuno dei settecento membri del personale di allora ricevette un riassunto del racconto di Goethe e furono invitati a compilare un modulo di venti domande che richiedevano le loro idee su quali azioni sarebbero potute avvenire. Il layout artist Tom Codrick creò quello che Dick Huemer descrisse come "miniature dai colori brillanti" da schizzi preliminari degli storyboard utilizzando pittura a guazzo, che era caratterizzata da un più audace uso del colore e dell'illuminazione rispetto a qualsiasi altro cortometraggio Disney precedente.
La maggior parte del segmento venne girato in live action, compresa una scena in cui fu chiesto a un atleta dell'UCLA di correre e saltare in uno dei teatri di posa dello studio cosparso di barili, ripresa che venne utilizzata come riferimento quando Topolino cammina nell'acqua. Gli effetti dell'acqua furono realizzati da Ugo D'Orsi. John Grant nota che in un'intervista del 1976 al magazine Millimeter Ben Sharpsteen, considerò, in contraddizione con gli elementi precedenti «che non vi fu una vera volontà di evolvere il personaggio di Topolino, si trattò piuttosto di una evoluzione naturale». Per farlo conferire meglio al nuovo ruolo, il volto di Topolino fu modificato rispetto alla classica immagine anni trenta dall'animatore Fred Moore. Questi creò il modello di Topolino in costume e aggiunse delle pupille al personaggio, apparse contemporaneamente nella versione a fumetti. Il Topolino di Fantasia, rispetto a quello di Stemaboat Willie, si muove con molta più leggerezza, ma è allo stesso tempo più sicuro di sé e meglio definito graficamente.
Per lo stregone, chiamato Yen, Sid o Yen sid, gli animatori presero come modello l'attore Nigel De Brulier. Per Bob Perelman, la sua immagine è quella di «uno stregone con un lungo mantello decorato di simboli zodiacali che lancia incantesimi dalla sua potente bacchetta a sfera». Nonostante la sua presenza sullo schermo sia limitata essa viene ricordata per la profonda influenza e il timore che incute su Topolino e su tutto il pubblico.

#### La sagra della primavera: un corso sulla preistoria
In origine la musica di Stravinskij doveva accompagnare un ballo di riti paesani e danze tribali, ma Disney lo trasformò in una lezione di geologia e paleontologia. L'idea di utilizzare quest'opera venne però inizialmente da Taylor e da Stokowski.
Un concetto iniziale fu quello di estendere la storia all'età dei mammiferi ai primi esseri umani alla scoperta del fuoco e al trionfo dell'uomo. John Hubley, direttore artistico del segmento, spiegò che fu in seguito ridotto da Disney per evitare polemiche dai creazionisti, che avevano promesso di metterlo in difficoltà se avesse collegato l'evoluzione con gli esseri umani. Per ottenere una migliore comprensione della storia del pianeta lo studio ricevette la guida di Roy Chapman Andrews, direttore dell'American Museum of Natural History, del biologo inglese Julian Huxley, del paleontologo Barnum Brown e dell'astronomo Edwin Hubble. Gli animatori studiarono comete e nebulose all'Osservatorio di Monte Wilson, e osservarono un branco di iguane e un cucciolo di alligatore che erano stati portati in studio. La macchina da presa venne tenuta in una posizione bassa in tutto il segmento per aumentare l'immensità dei dinosauri. Contattato da Disney nel 1938, Stravinskij, il solo compositore vivente a comparire nel film, fu pressoché costretto a cedere diritti per cinquemila dollari poiché i produttori del film precisarono che un suo eventuale rifiuto non avrebbe impedito la realizzazione dell'opera, visto che i diritti della Sagra erano stati registrati in Russia e non valevano dunque negli Stati Uniti d'America.
L'animazione rievoca le ere geologiche:
- l'adeano, la formazione delle terre e degli oceani;
- l'archeozoico e il proterozoico con i primi batteri ed esseri viventi;
- il cambriano con i primi esseri animali;
- il Siluriano, con le prime piante e animali terrestri;
- il Mesozoico, diviso in tre periodi, Triassico, Giurassico e Cretaceo, l'epoca dei dinosauri.

Sono rappresentati gli animali all'epoca più noti: il casmosauro, il triceratopo, l'anchisauro, il coritosauro, l'archaeopteryx, il diplodocus, il brachiosauro, lo psittacosauro, il compsognathus, l'ornitomimo, lo stegosauro, il plateosauro, l'anchilosauro, il brontosauro, il camarasauro, il tirannosauro, il parasaurolophus, l'edmontosauro, il griposauro, il troodonte, l'oviraptor e il ceratosauro assieme ad alcuni rettili terrestri come il dimetrodonte (ritenuto erroneamente come un dinosauro) e la kannemeyeria, rettili alati come lo pteranodonte e il dimorfodonte e rettili marini come il tilosauro, il notosauro, la placochelide e il plesiosauro. Sono stati riutilizzati per presentare i dinosauri nell'attrazione Universe of Energy nel parco EPCOT.
Il combattimento fra stegosauro e tirannosauro fu animato da Wolfgang Reitherman. Joshua Meador, capo animatore degli effetti speciali assicurò la ricostruzione delle eruzioni vulcaniche con le colate laviche. Molte furono le influenze fantascientifiche, in particolare fu decisivo il film di Willis O'Brien Il mondo perduto.
La versione scientifica fu influenzata da Charles R. Knight, uno dei più influenti disegnatori americani degli animali del mondo preistorico. Per le scene desertiche gli animatori s'ispirarono a Edward Hopper le cui illustrazioni erano allora pubblicate sul National Geographic.

#### LaSinfonia pastorale, una giornata fra gli dèi greci
Mentre la sinfonia di Beethoven costituisce una composizione a tema bucolico, nel senso nobile del termine, gli animatori Disney ne fecero una giornata nel regno degli dei greci ai piedi del monte Olimpo. La sequenza è, per Robin Allan, un repertorio d'immagini ispirate dall'arte europea, influenzate dall'artista svizzero Albert Hurter. Gli sfondi di Art Riley, Ray Huffine e Claude Coats s'ispirano all'Art Nouveau. Per Allan, la rotondità del paesaggio e le sue stilizzazioni si devono a Gordon Legg. Ward Kimball animò Bacco e secondo Allan la sequenza è di una qualità tecnica ed estetica innegabile.
In origine, la sequenza d'animazione era prevista per Cydalise et le Chèvre-pied di Pierné. La pre-produzione iniziò con quest'opera musicale. Il 26 settembre 1938 fu integrata la scena del volo e del nido di Pegaso, mentre il 13 ottobre George Stallings aggiunse degli elementi comici come la scena delle ninfe e dei fauni, seguito il 17 ottobre dal proseguimento della storia di Pegaso con la comparsa della sua famiglia. Un'idea di Stallings del 29 settembre fu di far apparire le ninfe, e fu sviluppata il 13 ottobre successivo, le ninfe divennero poi delle centaurette in seguito alla decisione di ambientare la scena nell'Antica Grecia.
Albert Hurter, che realizzò dei lavori preparatori per i centauri e le centaurette, s'ispirò a Franz Von Stuck. Un altro artista a influenzare l'opera fu il tedesco Heinrich Kley
La gran parte dei personaggi come i bambini e i fauni fu ispirata a precedenti Sinfonie allegre come Sognando fra le stelle (1938), Sirenette in festa (1938) e Il piccolo Hiawatha (1937). Il 2 novembre 1938, Disney decise di scartare la musica di Pierné perché non abbastanza espressiva. L'idea di utilizzare la Pastorale di Beethoven sembra essere apparsa verso l'inizio di novembre.
Dopo la decisione di adottare la musica di Beethoven, assai più energica di quella di Pierné, causò diversi problemi. La sequenza musicale originaria fu tagliata dagli iniziali quaranta minuti a poco più di venti. Il primo movimento presenta gli unicorni, i satiri e la famiglia di Pegaso: è un invito al mondo mitologico. Il secondo movimento vede l'incontro fra i centauri e le centaurette, attorniati dai cherubini, che favoriscono le relazioni amorose fra le coppie, una di queste è formata da Brudus e Melinda e introduce molti elementi comici per far apprezzare al pubblico americano la musica seria di Beethoven. La terza parte vede la produzione del vino con il dio Bacco (che in realtà sarebbe Dioniso, poiché Bacco è un dio romano, non greco) che governa la scena giocosa mentre è posto su un asinello detto Jacchus. La quarta parte vede l'arrivo degli dei che causano scherzi ai terrestri: Zeus, aiutato da Vulcano (in realtà Efesto), entrambi animati da Art Babbitt, lanciano lampi sui centauri, sulle centaurette e sui fauni. Il quinto movimento vede l'apparizione delle altre divinità, Iris con il suo arcobaleno, Apollo sul suo carro solare, e infine la dea della Notte e Diana che porta la Luna.
Come già precisato, benché la scena sia ambientata in Grecia molti nomi degli dei nella sequenza sono quelli dei corrispettivi romani.
| Nome nel film | Nome greco |
| ------------- | ---------- |
| fauni         | satiri     |
| Bacco         | Dioniso    |
| Vulcano       | Efesto     |
| Giove         | Zeus       |
| Notte         | Nyx        |

Per questa sequenza la Commissione Hays impose per le centaurette dei reggiseni fioriti, per far risultare le scene meno impudiche. Secondo David Koenig, la commissione il 24 settembre del 1934 mise in guarda Disney: «contro l'eventualità di rappresentare con troppo realismo alcuni personaggi del secondo movimento della sinfonia di Beethoven quali le centaurette»

#### LaDanza delle ore: il balletto antropomorfo
Per Grant, la Danza delle ore non è solo un balletto, ma «anche un grande divertimento che la squadra di Disney trattò con leggerezza come uno scherzo», «la sequenza stessa è una parodia del balletto classico». Secondo una riunione del 29 settembre del 1938 la sequenza doveva essere trattata «come un balletto tipico e triviale». Lambert dichiara che essa è la parte più giocosa di Fantasia. Nonostante la sua elevata verve comica, nella sequenza si riscontra anche molta tecnica nell'animare tutti gli animali come persone reali. I personaggi furono realizzati da Joe Grant.
Il balletto è composto da quattro parti: la mattina con gli struzzi, il pomeriggio con gli ippopotami, la sera con gli elefanti e la notte con gli alligatori. I personaggi principali furono chiamati come segue: Lo struzzo étoile si chiama signorina Upanova (chiaro riferimento Tamara Toumanova), la prima ballerina degli ippopotami Hyacynth Hippo, la prima elefantessa Elephanchine (parodie di George Balanchine) e il primo alligatore Ben Ali Gator. Quest'ultimo è opera di John Lounsbery. La scena attorno alla fontana è ispirata al film The Goldwyn Follies (1938), con la stessa vasca, le stesse colonne e lo stesso movimento danzante di Vera Zorina che si eleva dal bacino.
Per Lella Smith, questa sezione è influenzata dalle opere di un artista che raffigurava animali antropomorfi, Heinrich Kley, che affascinarono Walt Disney. Il disegnatore Pat Sullivan influenzò la sequenza con i suoi frequenti disegni di ippopotami e alligatori.
Per ispirazione, gli animatori studiarono delle vere ballerine, tra cui Marge Champion, Tatiana Riabouchinska e Irina Baronova. All'animatore John Hench venne assegnato di lavorare sul segmento, ma si oppose poiché sapeva poco di balletto. Così Disney diede a Hench un abbonamento al Ballet Russe de Monte Carlo con accesso al backstage perché potesse saperne di più. Marge Champion Belger aveva già collaborato a Biancaneve e i sette nani. Riabouchinska servì da modella per l'ippopotamo Hyacytnh. Roman Jasinski fu utilizzato come modello per gli elefanti. L'artista ungherese Jules Engel fu ingaggiato per le coreografie, che realizzò anche per Lo schiaccianoci.

#### Una notte sul Monte Calvoe l'Ave Maria
John Grant nota che il finale di Fantasia, con il susseguirsi di Una notte sul Monte Calvo e dell'Ave Maria di Schubert, è principalmente dominato dall'immagine del malvagio demone Chernabog. Bela Lugosi, meglio conosciuto per il suo ruolo in Dracula, venne chiamato per fornire le pose di riferimento per il perfido diavolo. Poiché all'animatore Bill Tytla non piacquero i risultati, fece posare il collega Wilfred Jackson a torso nudo, fornendogli finalmente le immagini di cui aveva bisogno. L'animazione di questo personaggio valse a Tytla un'importante stima da parte di tutto lo staff Disney e la qualifica di "genio". Gli schizzi preparatori furono realizzati a pastello da Kay Nielsen assunto da Disney grazie all'animatore Grant.
Tytla raccontò a John Canemaker nel 1976 che egli lesse semplicemente qualcosa riguardo a Moussorgski, termini ucraini come Čorni-bok, l'arte nera e che adottò queste letture per animare i personaggi. Secondo Lambert, la leggenda è questa: «tutti i 24 giugno, i maghi organizzano dei riti sulla montagna Triglav presso Kiev », ma questi riguardano il dio Svarog/Bělbog, antitesi di Černobog. Allan indica che l'influenza dell'opera di Nielsen è visibile soprattutto nelle sequenze iniziali e finali del Monte Calvo - quelle del paesaggio - e nell'Ave Maria, ma si sente comunque l'influenza dei film La stregoneria attraverso i secoli (1922) di Benjamin Christensen e Faust (1926) di Friedrich Wilhelm Murnau. I paesaggi evocano la grandezza di Hokusai o di Hiroshige, poiché Nielsen era affascinato dall'arte orientale. La parte dell'Ave Maria s'ispira all'arte romantica europea, senza però attenersi troppo alla precisione di quest'ultima, in particolare le opere «austere e mistiche» di Caspar David Friedrich.
Per Grant, è l'animazione di Černobog a donare alla sequenza la sua qualità di capolavoro, in particolare con la sua apparizione sul monte. D'altro canto, questa parte del film portò Disney a cimentarsi su un tema allora ignoto o poco conosciuto al cinema, come quello demoniaco, che avrà poi tanta fortuna decenni più tardi con film come L'esorcista (1973). La sequenza unisce delle evocazioni erotiche fra cui ballerine nude nel fuoco, idolatri demoniaci, dei fantasmi, con dei simboli cristiani come il pellegrinaggio delle torce in una foresta dall'aspetto gotico. Per lo spettatore medio, la transizione fra il Monte Calvo e l'Ave Maria è «un perfetto contrasto per calmare l'influenza del demone», ma qualche critico sostiene che «proporre una tale giustapposizione con le implicazioni di questo dramma negromantico significa fare di due brani musicali una sola miscela mostruosa».
Ci furono idee di diffondere profumi attraverso tutta la sala durante la proiezione di Fantasia, tra cui l'odore di incenso durante l'Ave Maria. Come raccontato anche nel documentario Fantasia: la creazione di un capolavoro, l'Ave Maria fu terminato di girare solo quattro ore prima della presentazione del film a New York. Vi furono infatti diversi problemi nel girare l'ultima sequenza in telecamera multipiano, poiché si susseguirono delle scosse di terremoto.

## Colonna sonora

### Registrazione

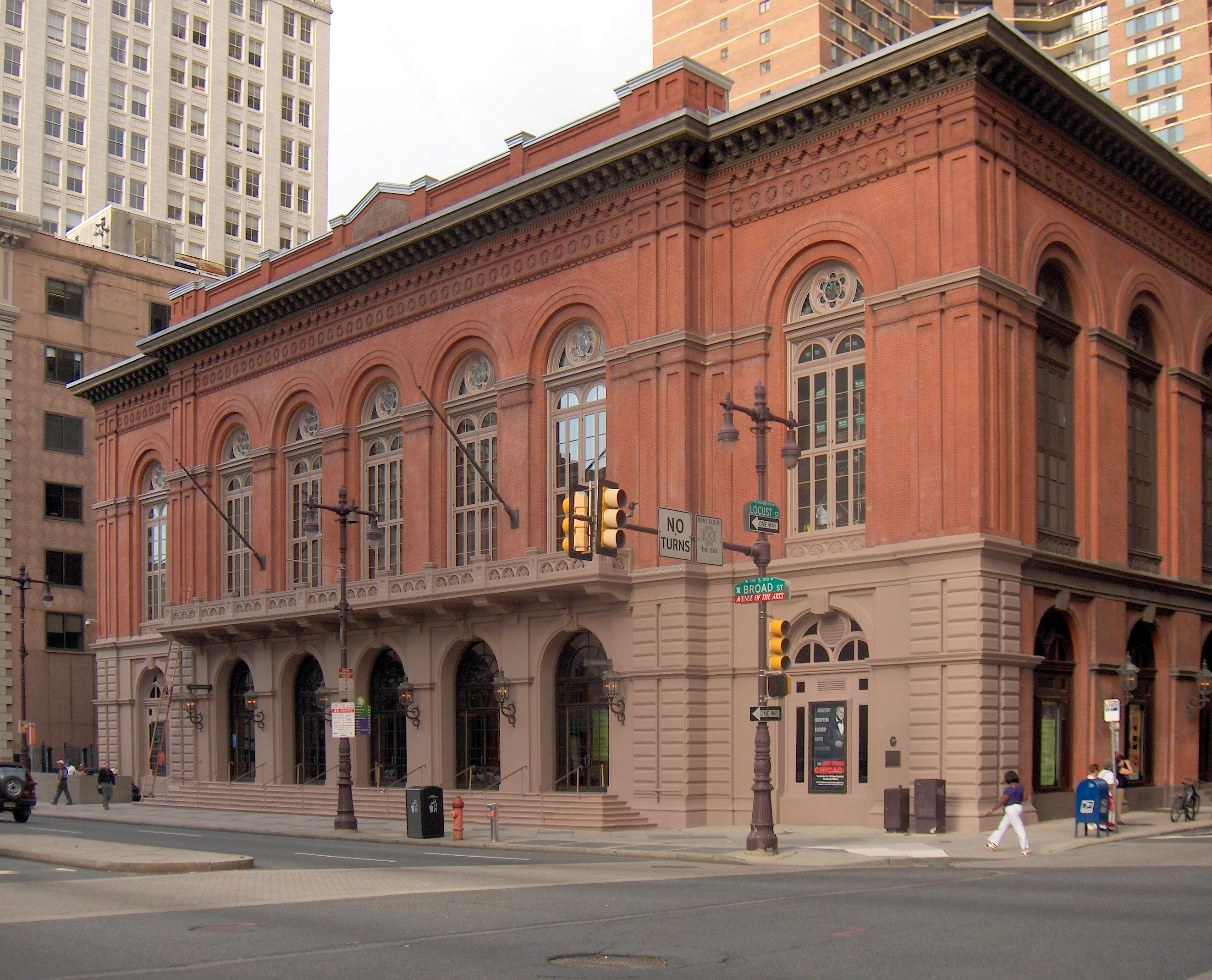
La Philadelphia Academy of Music.

Per Fantasia Disney volle sperimentare tecniche di registrazione sonora e riproduzione più sofisticate. "La musica che emerge da un diffusore dietro lo schermo sembra sottile, tintinnante e distorta. Volevamo riprodurre quei bellissimi capolavori... in modo che gli spettatori si sentissero come se fossero stati in piedi sul podio con Stokowski". Per la registrazione de L'apprendista stregone nel gennaio del 1938, i tecnici Disney collaborarono con la RCA Corporation per l'utilizzo di più canali audio che permettessero di raggiungere qualsiasi equilibrio dinamico desiderato al momento della riproduzione. Il palco fu modificato acusticamente con partizioni semicircolari di compensato doppio che separassero l'orchestra in cinque sezioni per aumentare il riverbero. Anche se, mentre la produzione di Fantasia procedeva, la configurazione utilizzata per L'apprendista stregone venne abbandonata in favore di diverse modalità di registrazione multicanale.
Il 18 gennaio 1939, Stokowski firmò un contratto di diciotto mesi con la Disney per condurre i brani rimanenti con l'Orchestra di Filadelfia. La registrazione iniziò in aprile e durò per sette settimane presso l'edificio dell'Academy of Music, dove l'orchestra era stabile, scelto per la sua ottima acustica. Nelle sessioni di registrazione, 33 microfoni vennero collocati attorno all'orchestra; essi catturarono la musica su otto macchine di registrazione sonora ottica poste nel seminterrato della sala. Ognuna rappresentava un canale audio che si concentrava su una sezione diversa di strumenti: violoncelli e contrabbassi, violini, viole, ottoni e legni, e timpani. Il settimo canale era una combinazione dei primi sei, mentre l'ottavo forniva un suono complessivo dell'orchestra a distanza. Un nono venne successivamente aggiunto per fornire una funzione di click track agli animatori per sincronizzare i loro disegni alla musica. Nei 42 giorni di registrazione vennero utilizzati circa 147 000 metri di pellicola. Disney pagò tutte le spese che comprendevano i salari dei musicisti, il personale di scena, un bibliotecario musicale e il manager dell'orchestra, che costavano quasi 18 000 dollari. Quando le registrazioni finite arrivarono in studio, venne tenuto un incontro il 14 luglio 1939 per consentire agli artisti che lavoravano su ogni segmento, di ascoltare gli arrangiamenti di Stokowski e suggerire alterazioni nel suono in modo da lavorare più efficacemente con i loro disegni.

### Fantasound
I fratelli Disney contattarono David Sarnoff della RCA riguardo alla fabbricazione di un nuovo sistema che avrebbe dovuto "creare l'illusione che la vera orchestra sinfonica stesse suonando nella sala". Sarnoff in un primo momento fece marcia indietro a causa di motivi finanziari, ma nel luglio 1939 accettò di produrre l'attrezzatura finché i Disney avrebbero potuto coprire il costo stimato di 200 000 dollari. Anche se non sapevano esattamente come raggiungere il loro obiettivo, gli ingegneri della Disney e della RCA studiarono molte idee ed effettuarono prove con varie configurazioni delle attrezzature. La collaborazione portò allo sviluppo di Fantasound, un innovativo sistema audio stereofonico surround che innovò alcuni processi che col tempo sono divenuti ampiamente invalsi nell’uso, tra cui la registrazione multitraccia simultanea, l'overdubbing e la riduzione del rumore.
Il Fantasound occupò due proiettori in esecuzione allo stesso tempo. Mentre uno conteneva il film con una colonna sonora mono a scopo di backup, l'altro riproduceva una pellicola sonora che mescolava gli otto brani registrati presso l'Academy facendoli diventare quattro. Tre di essi contenevano l'audio per gli altoparlanti a sinistra, al centro e a destra del palco, mentre il quarto diventò una traccia di controllo con toni di ampiezza e frequenza che portava l'amplificatore controllato in tensione a regolare il volume delle tre tracce audio. Inoltre c'erano tre altoparlanti posti a sinistra, destra e al centro della sala, che derivavano dai canali sinistro e destro del palco e che fungevano da canali surround. Il guadagno della registrazione originale era modulato automaticamente in modo da rasentare sempre la massima ampiezza a beneficio del rapporto segnale/rumore, pertanto la traccia di controllo serviva a ripristinare le dinamiche dove Stokowski pensava che avrebbero dovuto essere. Per questo, venne costruito un dispositivo di regolazione per controllare i livelli di ciascuna delle tre tracce audio attraverso gli amplificatori.

L'illusione del suono che viaggia attraverso gli altoparlanti fu ottenuta con un dispositivo chiamato pan pot, che dirigeva il movimento predeterminato di ciascun canale audio con la traccia di controllo. La miscelazione della colonna sonora richiese sei persone che operassero i vari pan pot in tempo reale, mentre Stokowski dirigeva ogni cambiamento di livello segnato sulla sua partitura musicale. Per monitorare i livelli di registrazione alle frequenze più basse, Disney ordinò otto a otto oscillatori tricolori dalla neo-costituita Hewlett-Packard, predecessori dei VU meter. Tra le singole riprese, stampe e riesecuzioni, circa tre milioni di metri di pellicola sonora venne utilizzata per la produzione di Fantasia. Quasi un quinto del budget del film venne speso per le sue tecniche di registrazione.

### Album
Disney considerò la pubblicazione di un set da tre LP della colonna sonora di Stokowski insieme con l'uscita del film nello spettacolo viaggiante del 1940, ma l'idea venne abbandonata. Il set fu infine pubblicato in sedici Paesi dalla Disneyland Records nel 1957 con il numero di catalogo WDX-101. A Disney venne richiesto di ottenere il permesso da Stokowski, che inizialmente rifiutò l'accordo a meno che la Philadelphia Orchestra Association non ricevesse una quota dei diritti. La colonna sonora venne rimasterizzata e pubblicata come doppio CD nel 1991 vendendo 100 000 copie, e fu ripubblicata nel 2006. Nel 1982 la Buena Vista Records pubblicò un'edizione a doppio disco della registrazione di Kostal. Questo album venne edito su CD alcuni anni prima della pubblicazione in CD della colonna sonora originale di Stokowski.
Quello di Fantasia è il più lungo album di colonna sonora di un film Disney, poiché l'esecuzione dura quasi due ore. L'album contiene tutta la musica del film tranne le sezioni di "accordi" all'inizio e a metà del film. Inoltre mancano la jam session che si verifica circa a metà del film e tutti i commenti di Deems Taylor, così come la sezione "Incontra la Colonna Sonora".

## Distribuzione

### 1940-1941: gli spettacoli con il Fantasound

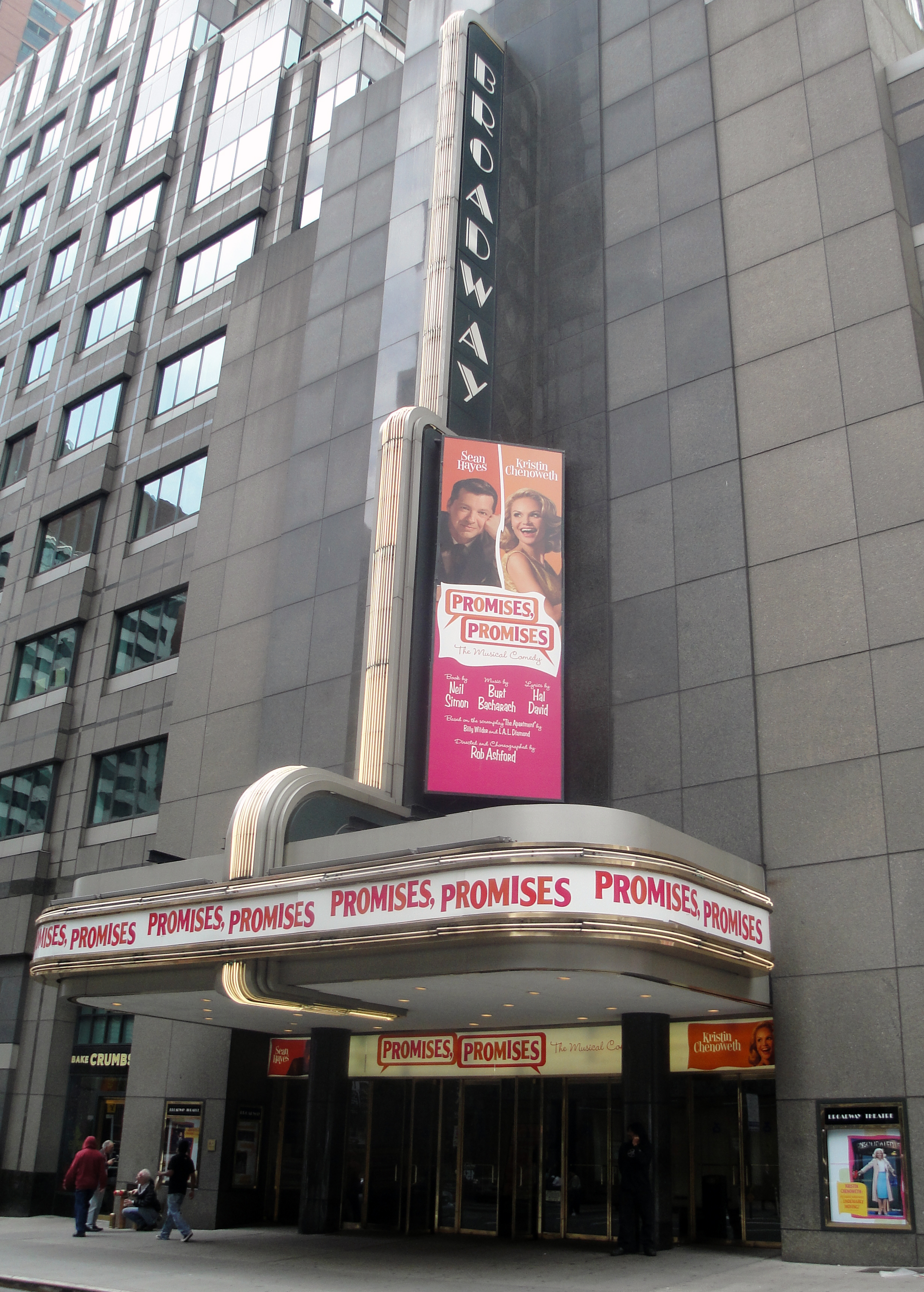
Il Broadway Theatre.

La RKO esitò davanti all'idea di distribuire Fantasia, che descrisse come un "musical intellettualoide", e credeva che la sua durata di due ore e cinque minuti più l'intermezzo fosse troppo lunga. Allentò il suo contratto di distribuzione esclusiva con Disney, che voleva una mostra più prestigiosa, sotto forma di uno spettacolo viaggiante. Un totale di tredici spettacoli si tennero in tutti gli Stati Uniti, ognuno dei quali coinvolse due proiezioni al giorno con prenotazione dei posti in anticipo a prezzi più alti e un quarto d'ora di intermezzo. Disney assunse l'impresario Irving Ludwig per la gestione dei primi undici impegni: gli vennero date istruzioni specifiche riguardanti ogni aspetto della presentazione del film, tra cui l'installazione di tendoni cinematografici esterni, tende e fonti di illuminazione. I clienti venivano portati ai loro posti dal personale assunto e addestrato dalla Disney, e venne loro dato un opuscolo sul programma, illustrato da Gyo Fujikawa.
Il primo spettacolo si aprì al Broadway Theatre di New York il 13 novembre 1940. I Disney avevano assicurato la locazione di un anno con il teatro completamente attrezzato con il Fantasound, alla cui installazione il personale lavorò per una settimana intera. I proventi realizzati nella serata andarono alla British War Relief Society per gli sforzi nella Battaglia d'Inghilterra. La domanda di biglietti era così alta che otto operatori telefonici furono impiegati per gestire le chiamate extra, mentre il negozio adiacente venne affittato per soddisfare le prenotazioni al botteghino. Fantasia fu proiettato a Broadway per quarantanove settimane consecutive, il decorso più lungo raggiunto da un film a quei tempi. Le proiezioni continuarono per un totale di cinquantasette settimane fino al 28 febbraio 1942.
I dodici spettacoli rimanenti si svolsero lungo tutto il 1941, comprese 39 settimane di proiezioni al Carthay Circle Theatre di Los Angeles dal 29 gennaio. Fantasia superò il record di decorso presso il teatro nella sua ventottesima settimana, un record precedentemente detenuto da Via col vento. Le otto settimane di proiezioni al Fulton Theatre di Pittsburgh attirarono oltre 50 000 persone con prenotazioni operate da città situate a più di 160 km dal teatro. Le proiezioni si svolsero anche presso il Geary Theatre di San Francisco per otto mesi, all'Hanna Theatre di Cleveland per nove settimane, al Majestic Theatre di Boston, all'Apollo Theatre di Chicago, e in quelli di Filadelfia, Detroit, Buffalo, Minneapolis, Washington e Baltimora.
Fantasia incassò più di 300 000 dollari nelle prime sedici settimane a New York, più di 20 000 nelle prime cinque settimane a San Francisco e quasi la stessa quantità nelle prime dieci settimane sia a Los Angeles sia a Boston. I primi undici spettacoli incassarono un totale di 1,3 milioni in aprile 1941, ma gli 85 000 dollari dei costi di produzione e l'installazione di un'unica configurazione Fantasound, insieme con la locazione dei teatri, costrinsero i Disney a superare i loro limiti di prestito. L'inizio della seconda guerra mondiale terminò i piani per una potenziale distribuzione in Europa, che costituiva più del 45% del reddito dello studio. Fino a 88 spettacoli vennero proiettati in cinque anni, ma le richieste in tempo di guerra per le apparecchiature limitarono il numero di stampe in Fantasound a sedici. Tutte le installazioni tranne una vennero smontate e donate allo sforzo bellico. Dopo l'acquisizione dei diritti di distribuzione del film nell'aprile 1941, la RKO continuò la politica di prenotazione degli spettacoli, ma presentò il film in mono, essendo più facile da esporre. Gli incassi combinati di ogni spettacolo furono di circa 325 000 dollari, che portarono Fantasia a una perdita ancora maggiore di Pinocchio.

### Le uscite del 1942, 1946, 1956 e 1963
Disney permise alla RKO di gestire la distribuzione generale di Fantasia, ma combatté la loro decisione di tagliare il film. Si arrese, poiché lo studio necessitava del più alto incasso possibile per porre rimedio alle sue finanze, ma si rifiutò di tagliarlo lui stesso: "Potete ottenere chiunque vogliate per modificarlo... Io non ce la faccio". In assenza di ordini da Disney, il direttore musicale Ed Plumb e Ben Sharpsteen ridussero Fantasia a un'ora e quaranta minuti in un primo momento, poi a un'ora e venti minuti, eliminando la maggior parte dei commenti di Taylor e la Toccata e fuga. Fantasia venne ridistribuito nel gennaio del 1942 a prezzi più popolari, con una colonna sonora mono, e venne collocato nella metà inferiore dei doppi spettacoli con il film western La valle degli uomini rossi.
Il film uscì in Italia il 12 aprile 1946, prima di Pinocchio. Fu il primo Classico Disney ad arrivare dopo la seconda guerra mondiale: i Classici da Pinocchio ad Alice nel Paese delle Meraviglie, infatti, non furono distribuiti nel loro ordine cronologico.
La RKO ristampò Fantasia ancora una volta nel 1946 con la maggior parte delle sequenze animate lasciate intatte, mentre le scene di Taylor, Stokowski e l'orchestra erano accorciate, doppiate o rimosse. La sua durata fu riportata a un'ora e 55 minuti. Tale versione sarebbe diventata la base per le poche riedizioni successive e per la ristampa del 1990.
Nel 1955 i negativi originali del suono avevano cominciato a deteriorarsi, anche se una copia a quattro tracce era sopravvissuta in buone condizioni. Utilizzando il sistema Fantasound rimanente in studio, una copia stereo a tre tracce venne trasferita attraverso cavi telefonici su pellicola magnetica presso una struttura RCA a Hollywood. Questa copia venne utilizzata quando Fantasia venne ristampato in stereo dalla Buena Vista Distribution in SuperScope, un derivato del formato anamorfico widescreen CinemaScope, il 7 febbraio 1956 (in Italia il 31 agosto 1957). Il proiettore era caratterizzato da un meccanismo di controllo automatico progettato dagli ingegneri della Disney unito a una lente anamorfica variabile, che permise all'immagine di passare dall'aspect ratio standard 1,33:1 al 2,35:1 in venti secondi senza interruzioni nel film. Questo fu ottenuto ponendo i segnali che controllano il meccanismo su una traccia separata in aggiunta ai tre canali audio. Solo talune sequenze animate furono allungate, mentre tutte le scene live action rimasero invariate. Questa ristampa raccolse alcune critiche dagli spettatori, poiché il formato widescreen portò al reframing e al ritaglio delle immagini.
Il 20 febbraio 1963 Fantasia venne riedito negli USA; apparentemente - benché i documenti d'epoca non siano chiari in proposito - in entrambe le versioni, standard e SuperScope, con audio stereo. Inspiegabilmente, la durata era allungata di 56 secondi rispetto all'edizione precedente. Questa fu l'ultima versione proiettata prima della morte di Disney, avvenuta nel 1966. In Italia il film venne riedito nel gennaio del 1967.

### Uscite del 1969, 1977, 1982, 1985, 1990 e 2010
Fantasia cominciò a realizzare un profitto dal suo budget di 2 280 000 dollari dopo il suo ritorno al cinema il 17 dicembre 1969 (in Italia il 23 novembre 1973 e poi nel novembre 1975). Il film venne promosso con una campagna pubblicitaria in stile psichedelico e raggiunse la popolarità tra gli adolescenti e gli studenti universitari che, secondo alcune fonti, erano adusi a fruirne quale esperienza psichedelica. L'animatore Ollie Johnston ricordò che i giovani "pensavano che fossimo in un trip quando l'abbiamo fatto... ogni volta che andavamo a parlare in una scuola o qualcosa del genere, ci chiedevano cosa avevamo preso". La riedizione è nota anche per la controversa rimozione di quattro scene dalla Pastorale per stereotipi razziali. Fantasia venne proiettato su regolarmente, in genere per le proiezioni d'essai nelle città universitarie, fino alla metà degli anni settanta.
Il film venne riedito a livello nazionale ancora una volta il 15 aprile 1977 (in Italia il 13 ottobre 1978 e poi nell'ottobre 1981), questa volta con audio stereo simulato. In questa edizione il logo di distribuzione RKO venne sostituito con quello della Buena Vista Distribution, in quanto la RKO non aveva fatto parte della distribuzione dal 1946. Non venne rimosso in precedenza poiché la sequenza dei crediti avrebbe dovuto essere filmata di nuovo. Il motivo di una riduzione due minuti e mezzo della durata del film in questa versione non è chiaro nei documenti esistenti.

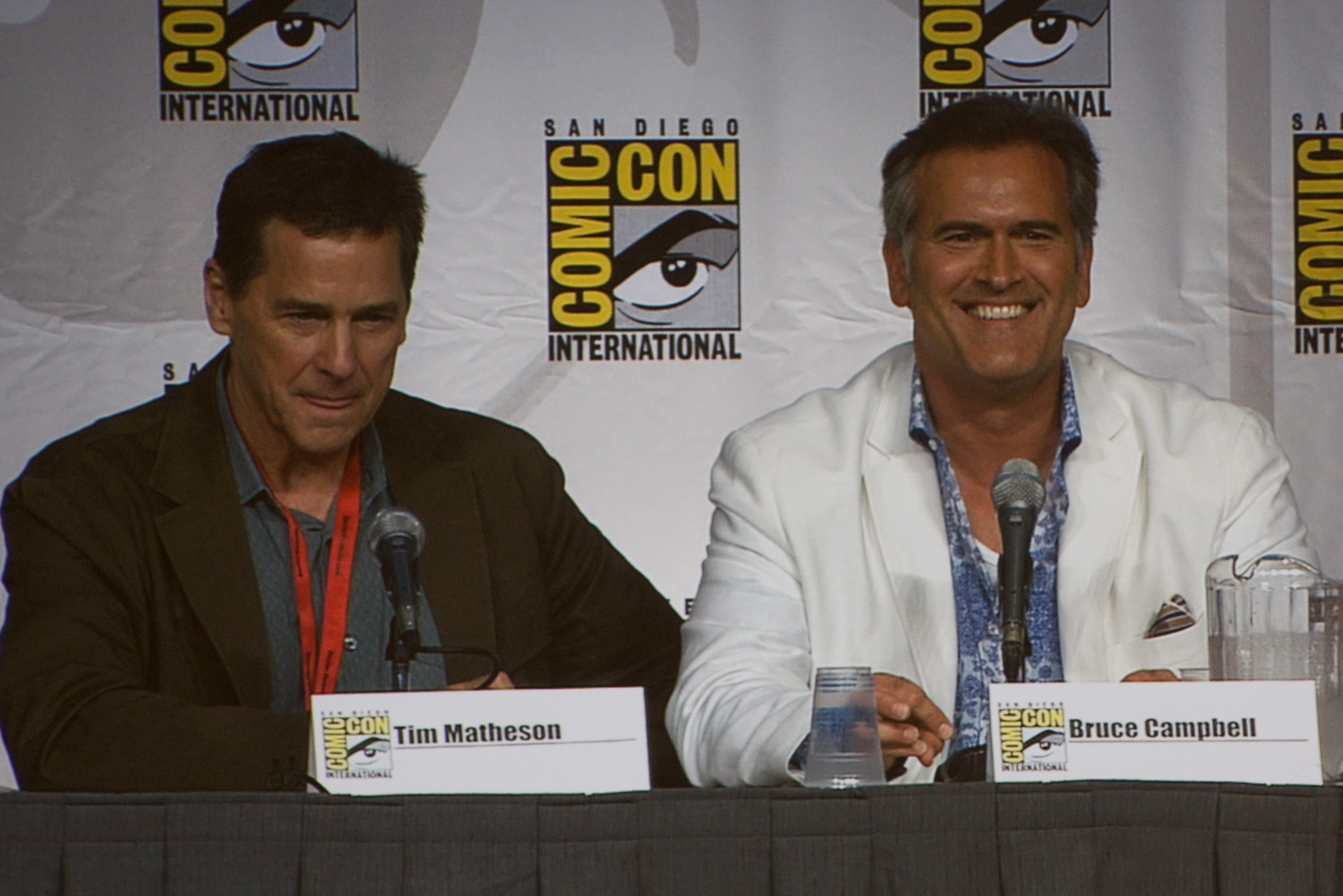
Tim Matheson (a sinistra) fornì la narrazione nella riedizione del 1985.

Per le riedizioni del 1982 e 1985 la Disney presentò Fantasia con una colonna sonora completamente nuova registrata in Dolby Stereo. Uscita per la prima volta negli USA il 2 aprile 1982, questa versione del film segnò la prima volta in cui la colonna sonora di un film fu digitalmente ri-registrata nella sua interezza. Per sostituire le registrazioni di Stokowski venne assunto il noto compositore cinematografico Irwin Kostal. Egli diresse un'orchestra di 121 elementi e un coro di 50 voci per la registrazione, che ebbe luogo in più di diciotto sessioni e costò un milione di dollari. Per mantenere la continuità con l'animazione, Kostal basò la sua performance sui ritmi e la stimolazione delle registrazioni di Stokowski, compresi i tagli e le revisioni per La sagra della primavera. Tuttavia, per Una notte sul Monte Calvo usò l'orchestrazione originale di Musorgskij invece dell'edizione di Leopold Stokowski che faceva parte della colonna sonora originale. La nuova registrazione corresse anche un ritardo di due fotogrammi nella proiezione causato dalle vecchie tecniche di registrazione utilizzate negli anni trenta. Le scene di Deems Taylor furono cancellate e una voce narrante fuori campo molto più breve venne registrata da Hugh Douglas poiché lo studio sentiva che il pubblico moderno "è più sofisticato e ben informato sulla musica". In Italia la riedizione uscì nel novembre del 1984. Questa versione tornò in circa 400 cinema nel 1985 (in Italia il 7 novembre 1986), questa volta con la narrazione fornita dall'attore Tim Matheson.
Per il suo cinquantesimo anniversario, Fantasia tornò al cinema in tutto il mondo nel 1990 nella sua versione tradizionale del 1946 con le scene live action con Taylor e la partitura originale di Stokowski. Il film subì un processo biennale di restauro iniziato dopo sei mesi di ricerca per mettere insieme i negativi originali che erano rimasti in deposito dal 1946. Questo segnò la prima volta da allora che un'edizione del film era stata elaborata dall'originale e non da una copia. Ciascuno dei suoi 535.680 fotogrammi venne restaurato presso gli YCM Laboratories, e una stampa incontaminata del 1951 venne utilizzata come guida su colore e tono. I cinema furono equipaggiati per l'installazione di attrezzature stereo specifiche, e per presentare il film nel suo formato originale 1,33:1 con bordi neri a lato dello schermo. La colonna sonora di Stokowski venne rimasterizzata in digitale utilizzando la traccia magnetica del 1955, con una stima di 3 000 schiocchi e fischi rimossi nel processo. La riedizione del 1990 di Fantasia incassò 25 milioni di dollari sul mercato interno.
Per l'uscita del film in DVD e Blu-Ray dell'edizione Diamond, il film fu ulteriormente restaurato nel 2009-2010 dalla Reliance MediaWorks e fu per la prima volta presentato in home video nella sua edizione integrale, con il ripristino dei cartelloni cinematografici originari e delle sequenze introduttive di Deems Taylor, in cui quest'ultimo fu doppiato da Corey Burton, dato che molto materiale audio relativo a Taylor era andato perso negli anni non essendo mai stato più utilizzato nelle più recenti distribuzioni cinematografiche. Il film fu restaurato nell'audio e nel suono, e fu presentato in un maestoso DTS 7.1.

### Data di uscita
Le date di uscita internazionali sono state:
- 21 luglio 1941 nel Regno Unito
- 21 agosto in Australia
- 11 settembre in Uruguay
- 25 dicembre in Messico (Fantasía)
- 6 gennaio 1942 negli USA
- 16 marzo in Portogallo
- 10 aprile in Grecia
- 7 ottobre in Svezia
- 7 novembre in Emirati Arabi Uniti
- 28 febbraio 1946 in Islanda
- 23 marzo in Spagna (Fantasía)
- 12 aprile in Italia
- 1º maggio in Canada
- 1º novembre in Francia
- 15 dicembre in Belgio e Paesi Bassi
- 17 dicembre in Cecoslovacchia
- 16 ottobre 1947 a Hong Kong
- 31 ottobre 1948 in Norvegia
- 25 dicembre in Bulgaria, URSS e Svizzera
- 31 luglio 1949 in Jugoslavia
- 4 novembre in Finlandia
- 7 agosto 1950 in Polonia (Fantazja)
- 12 gennaio 1951 in Austria
- 2 aprile in Danimarca
- 10 ottobre 1952 in Germania Ovest
- 23 febbraio 1953 nelle Filippine
- 13 giugno in Thailandia
- 25 dicembre in India
- 15 agosto 1954 in Turchia
- 23 settembre 1955 in Giappone (Fantajia)
- 3 ottobre in Corea del Sud
- 31 luglio 1959 a Malta
- 29 giugno 1961 in Nuova Zelanda e Sudafrica
- 25 dicembre 1967 in Libano
- 16 marzo 1974 in Iran e Marocco
- 26 marzo in Egitto
- 17 giugno in Indonesia, Qatar e Singapore
- 26 aprile 1985 in Sri Lanka
- 4 giugno 1986 in Kuwait

### Edizione italiana
A causa delle varie modifiche apportate al film nelle diverse riedizioni, esso fu doppiato per ben quattro volte in Italia. Il primo doppiaggio del 1946 fu eseguito in America con il brasiliano José Oliveira e in Italia dalla CDC negli stabilimenti Fono Roma con i dialoghi curati da Alberto Liberati per la società Titanus, e con la voce di Arrigo Colombo su Deems Taylor. In seguito il film fu doppiato nuovamente presso la Cooperativa Doppiatori per la riedizione del 1973: tale versione venne curata da Roberto De Leonardis. Un terzo doppiaggio venne eseguito nel 1986 a opera della C.V.D. in collaborazione con il Gruppo Trenta sotto la direzione di Rossella Izzo, a causa del cambiamento del narratore nell'edizione americana: tale doppiaggio venne utilizzato anche per la riedizione cinematografica del 1990 e per tutte le edizioni home video fino al 2000. Il quarto doppiaggio (con dialoghi basati su quelli del 1973 di De Leonardis) è stato eseguito nel 2010 dalla Royfilm per l'edizione speciale in home video, che ha ripristinato il film nella sua versione originale.

### Principali redistribuzioni
- Stati Uniti: 1º settembre 1946 (versione estesa), 7 febbraio 1956 (versione SuperScope), 20 febbraio 1963, 17 dicembre 1969, 15 aprile 1977, 2 aprile 1982 (versione Stereo Digitale), 8 febbraio 1985, 5 ottobre 1990 (versione del 1946 con il Fantasound in versione restaurata).
- Italia: 31 agosto 1957, 17 gennaio 1967, 23 novembre 1973, 13 ottobre 1978, 7 novembre 1986, 27 novembre 1990 (versione restaurata)
- Spagna: 23 settembre 1957, 25 marzo 1977, 17 settembre 1986
- Emirati Arabi Uniti: 15 ottobre 1954, 1º settembre 1968, 17 dicembre 1970, 27 novembre 1983, 16 dicembre 1990
- Svezia: 29 febbraio 1960, 2 agosto 1977, 19 settembre 1986
- Francia: 7 giugno 1967, 16 maggio 1979, 8 agosto 1984, 17 ottobre 1990
- Finlandia: 29 settembre 1967, 9 marzo 1979
- Giappone: 5 agosto 1972, 15 ottobre 1977, 15 agosto 1981, 24 gennaio 1987, 15 dicembre 1990
- Germania Ovest: 28 ottobre 1977, 30 aprile 1989
- Australia: 9 dicembre 1982, 5 giugno 1986, 15 novembre 1990
- Regno Unito: 26 dicembre 1990

### Edizioni home video

#### VHS
In Italia l'episodio dell'Apprendista Stregone è stato incluso anche separatamente all'interno della VHS Da "Fantasia" l'Apprendista Stregone... e altre storie inedite uscita nell'agosto 1987 e nello speciale in VHS I capolavori di Topolino dell'aprile 1997. L'episodio della Sagra della Primavera fu inserito nella VHS Nasce un Nuovo Mondo, anch'esso del 1987.
La prima edizione VHS del film uscì in Italia nel novembre 1991, seguita da un'ulteriore edizione in videocassetta pubblicata nel 2004. Il film uscì nel 1991 anche in un'edizione in cofanetto comprendente una litografia, un libro sul film, due compact disc della colonna sonora e una vhs contenente il documentario Fantasia: la creazione di un capolavoro.

#### DVD
La prima edizione DVD del film è uscita il 6 dicembre 2000.
La seconda edizione DVD è uscita il 24 novembre 2010, insieme con la prima edizione BD. Sia questa edizione sia quella BD erano disponibili anche insieme con l'edizione speciale del sequel Fantasia 2000.

#### Blu-Ray
La prima edizione BD del film è uscita il 24 novembre 2010 insieme con la seconda edizione DVD. Il Blu-Ray, come pure il DVD, era disponibile anche insieme con l'edizione speciale del sequel Fantasia 2000. Il BD contiene la stessa edizione del DVD, con un paio di contenuti speciali in più.

## Accoglienza

### Critica
Tra coloro che assistettero all'anteprima del film ci fu il critico cinematografico Bosley Crowther del New York Times, che osservò che "la storia del cinema è stata fatta ieri sera... Fantasia butta a mare le formule convenzionali e rivela la portata dei film per le escursioni immaginative... Fantasia... è semplicemente fantastico". Peyton Boswell, un editor di Art Digest, lo definì "un'esperienza estetica che non si dimentica". La rivista TIME descrisse l'anteprima come "più strana e meravigliosa di qualsiasi altra di Hollywood" e l'esperienza del Fantasound "come se l'ascoltatore fosse nel bel mezzo della musica. Mentre la musica arriva al climax, spumeggia sul proscenio, bolle nella parte posteriore del teatro, quasi saltella su e giù per i corridoi". Dance Magazine dedicò la storia di copertina al film, dicendo che "la cosa più straordinaria di Fantasia è, per una ballerina o ballettomane, non la miracolosa registrazione musicale, la gamma di colori o l'integrità dei collaboratori Disney, ma semplicemente la perfezione della sua danza". Anche Variety elogiò Fantasia, definendolo "un esperimento riuscito per sollevare il rapporto del piano di intrattenimento popolare e di massa con gli strati più alti d'attrazione per gli amanti della musica classica". Il Chicago Tribune assegnò tre scrittori a coprire l'anteprima del film a Chicago: l'editorialista di società Pribble, il critico cinematografico Mae Tinee e il critico musicale Edward Barry. Pribble rimase stupito dal "pubblico brillantemente attirato", mentre Tinee sentì che il film era "bello... ma è anche sconcertante. È stupendo. È colossale. Si tratta di una travolgente e ambiziosa orgia di colori, suoni e immaginazione." Barry fu soddisfatto del "programma di buona musica ben eseguita... e ben registrata" e si sentì "piacevolmente distratto" da ciò che veniva mostrato sullo schermo. In una ripartizione delle recensioni di critici cinematografici e musicali, l'autore della Disney Paul Anderson trovò il 33% "molto positive", il 22% sia "positive" sia "positive e negative" e l'11% negative.
Coloro che adottarono una visione più negativa al momento della distribuzione del film erano per lo più critici musicali che resistettero all'idea di presentare la musica classica con immagini visive, sostenendo che così facendo si derubavano i brani musicali della loro integrità. Il compositore e critico musicale Virgil Thomson elogiò il Fantasound, che pensava offrisse "una buona trasmissione della musica", ma non amava il "gusto musicale" di Stokowski, a eccezione di L'apprendista stregone e La sagra della primavera. Anche Olin Downes del New York Times lodò la qualità del suono che il Fantasound presentava, ma ritenne che "gran parte di Fantasia distrae da o ferisce direttamente la colonna sonora". Il critico cinematografico Pauline Kael respinse le parti di Fantasia perché "grottescamente kitsch". Alcuni genitori resistettero al pagare i prezzi più alti degli spettacoli per i loro figli, e molti si lamentarono perché il segmento di Una notte sul Monte Calvo li aveva spaventati.
Ci furono anche alcune reazioni negative di natura più politica, tanto più che l'uscita del film avvenne in un momento in cui la Germania nazista regnava sovrana in Europa. Una recensione del film di questo tipo, scritta da Dorothy Thompson per il New York Herald Tribune il 25 novembre 1940, fu particolarmente dura. La Thompson affermò di aver "lasciato il teatro in uno stato vicino alla crisi di nervi", perché il film era un "rimarchevole incubo". La Thompson continuò a paragonare il film al nazismo dilagante, che era "l'abuso di potere" e "il tradimento perverso dei migliori istinti". Soprattutto, secondo Thompson, il film raffigurava la natura come "titanica", mentre l'uomo era solo "un lichene in movimento sulla pietra del tempo" ed era una negativa "caricatura del tramonto dell'Occidente", perché il film era "crudele", "brutale e brutalizzante". Sostenne anche di esserne talmente sconvolta da essersene andata dal teatro prima di vedere gli ultimi due segmenti, Una notte sul Monte Calvo e Ave Maria, perché non voleva più essere oggetto della "brutalizzazione" del film.
Fantasia possiede una valutazione "Fresh" su Rotten Tomatoes, un sito web che aggrega recensioni cinematografiche. Il suo consenso - "Un punto di riferimento nell'animazione e una grande influenza sullo strumento del videoclip, Fantasia di Disney è una miscela inesorabilmente inventiva dei classici con immagini fantasmagoriche". Il 98% dei critici ha dato al film una recensione positiva su un campione di 48 recensioni, con un voto medio di 8,6 su 10. Sulla "top critics" del sito detiene una valutazione positiva dell'86% da sette recensioni. Roger Ebert del Chicago Sun-Times ha valutato il film con quattro stelle su quattro, e ha osservato che, con Fantasia, Disney "alzava l'asticella" della tecnica cinematografica.
È stato anche fatto notare che Fantasia non è un film per bambini. In una segnalazione sul sito di cultura popolare Inside Pulse e nel quotidiano The Eagle, Robert Saucedo ha ricordato di "non essere l'unico... a essersi agitato nella sedia guardando il film da bambino, mentre esso offriva un'immagine astratta dopo l'altra", mentre il sito di notizie e gossip PopSugar ha incluso Fantasia nella sua lista "10 Movies That Scared Buzz Readers as Kids".
Nel 1990, Fantasia è stato selezionato per la conservazione nel National Film Registry degli Stati Uniti dalla Biblioteca del Congresso per essere "culturalmente, storicamente o esteticamente significativo". Nel 100º anniversario del cinema nel 1995, il Vaticano ha incluso Fantasia nella sua lista Alcuni film importanti nella categoria "Arte". Fantasia è anche in tre liste che propongono i più grandi film americani secondo l'American Film Institute. Il film arrivò al cinquantottesimo posto nella lista AFI's 100 Years... 100 Movies nel 1998, prima di venire abbandonato nella revisione del 2007, anche se venne nominato per l'inclusione. L'AFI's 10 Top 10 creata nel 2008 posiziona Fantasia quinto nella categoria animazione.

## Riconoscimenti
- 1940 - National Board of Review Awards
  - Migliori dieci film
- 1940 - New York Film Critics Circle Awards
  - Special Award a Walt Disney
- 1942 - Premio Oscar
  - Oscar alla carriera a Leopold Stokowski (e suoi associati)
  - Oscar alla carriera a Walt Disney, William E. Garity, J.N.A. Hawkins (RCA Manufacturing Co.)

## Casi mediatici
Alla fine del 1960, quattro brevi scene de La Pastorale vennero rimosse poiché raffiguravano due personaggi in modo razzialmente stereotipato. Una centauretta nera di nome Sunflower veniva raffigurata lucidare gli zoccoli di una centauretta bianca, e un'altra di nome Otika appariva brevemente durante le scene del corteo con Bacco e dai suoi seguaci. Secondo l'archivista Disney David Smith, la sequenza andò in onda in televisione integralmente nel 1966, prima che il film venisse modificato per la riedizione del 1969. John Carnochan, il redattore responsabile del cambiamento per la pubblicazione in VHS nel 1991, ha dichiarato: "Per me è un po' spaventoso che questi stereotipi fossero anche solo stati inseriti". Il critico cinematografico Roger Ebert ha così commentato la modifica: "Mentre il film originale dovrebbe, ovviamente, essere conservato per scopi storici, non è necessario che la versione generale perpetri stereotipi razzisti in un film progettato principalmente per i bambini". Le modifiche sono state mantenute in tutte le riedizioni cinematografiche successive e in tutte le edizioni home video.
Nel maggio 1992, la Philadelphia Orchestra Association intentò una causa contro la Walt Disney Company e la Buena Vista Home video. L'orchestra sostenne che, come co-creatore di Fantasia, il gruppo aveva diritto alla metà della cifra stimata di 120 milioni di dollari di profitti derivanti dalle vendite di VHS e LaserDisc. L'orchestra abbandonò il caso nel 1994, quando le due parti raggiunsero un accordo riservato fuori dal tribunale. L'editore di musica britannico Boosey & Hawkes intentò un'ulteriore causa nel 1993, sostenendo che la Disney non aveva i diritti di distribuzione in home video de La sagra della primavera nel 1991, perché il permesso ottenuto da Disney nel 1938 da Stravinskij, suo malgrado, era solo nel contesto di un film da proiettare nelle sale. La corte distrettuale degli Stati Uniti sostenne il caso Boosey & Hawkes nel 1996, ma la Second Circuit Court of Appeals annullò la sentenza del 1998, affermando che la "licenza originale per i diritti di immagini in movimento si estende alla distribuzione in formato home video".

## Altri media

### Parodie e spin-off
Fantasia è parodiato in Uno strano concerto, un cartone animato della Warner Bros. del 1943 della serie Merrie Melodies. Il cortometraggio vede Taddeo nel ruolo di Taylor, con indosso occhiali del suo stesso stile, che introduce due segmenti impostati su brani di Johann Strauss. Nel 1976 Bruno Bozzetto produsse Allegro non troppo, un lungometraggio dichiaratamente ispirato a Fantasia. La Walt Disney Pictures ha usato la storia de L'apprendista stregone come base per il suo omonimo film fantasy nel 2010.
La serie televisiva animata I Simpson cita Fantasia in alcuni episodi. Matt Groening, il creatore della serie, espresse il desiderio di fare un film parodia intitolato Simpstasia, ma non venne mai prodotto, anche perché sarebbe stato troppo difficile scrivere una sceneggiatura per un lungometraggio. In La paura fa novanta IV, il regista David Silverman aveva ammirato l'animazione di Una notte sul Monte Calvo, e fece assomigliare a Chernabog la prima apparizione di Flanders Diavolo. L'episodio "Grattachecca e Fichettolandia " cita L'apprendista stregone in un frammento dal titolo Scratchtasia che ne parodia esattamente la musica e diverse inquadrature.
Fantasia è citato anche nella serie animata South Park nell'episodio Il dramma di Mr. Hankey, dove Mr. Hankey indossa un abito da mago e fa chiudere un festival di cinema indipendente evocando un'ondata di liquami, come quando Topolino sogna di evocare una tempesta in L'apprendista stregone.
Un ulteriore riferimento a Fantasia è presente nell'episodio Orgoglio di principessa della serie animata canadese A tutto reality - Azione!, in cui Chris assegna ai concorrenti i ruoli di personaggi delle favole; in particolare, egli affida ad Harold il ruolo del "piccolo Apprendista Stregone", citando così il segmento L'apprendista stregone. Inoltre il cappello da mago che Chris gli dà è molto simile a quello indossato da Topolino nel suddetto segmento.

### Parchi a tema

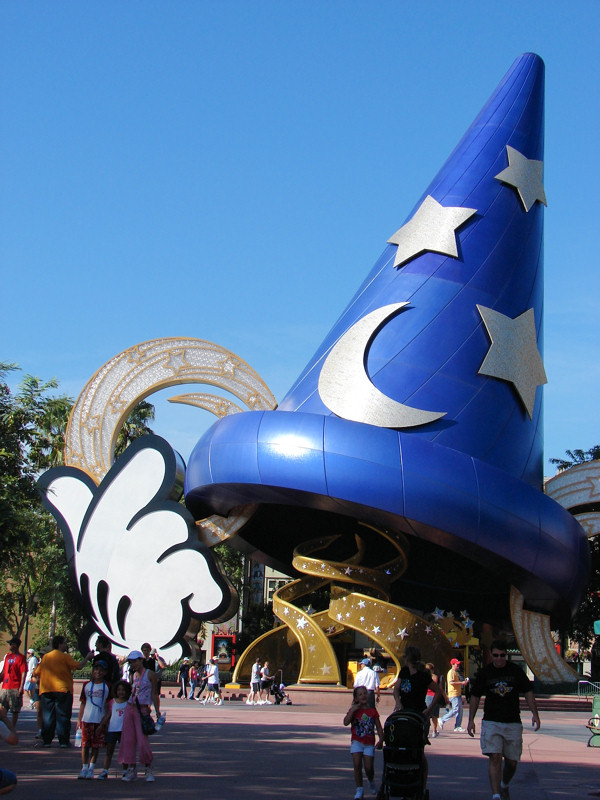
Il Cappello di Topolino Apprendista Stregone ai Disney's Hollywood Studios.

Il cappello de L'apprendista stregone è l'icona del Disney's Hollywood Studios, uno dei quattro parchi a tema situati a Walt Disney World Resort. Sono situati presso il resort anche i Fantasia Gardens, un campo da minigolf, che integra i personaggi e gli oggetti del film in ogni foro. Lo show di fuochi d'artificio e acqua Fantasmic! mostra scene de L'apprendista stregone e di altri segmenti di Fantasia su schermi di proiezione d'acqua, e coinvolge la trama di Topolino come apprendista che combatte contro i Cattivi Disney.
Per il 20º anniversario di Disneyland Paris, Topolino è stato rappresentato in una versione speciale del suo abbigliamento de L'apprendista stregone. Anche i suoi amici hanno indossato abiti simili.

### Videogiochi
Nel 1991 uscì per Sega Mega Drive Fantasia - the videogame, un videogioco a scorrimento laterale sviluppato dalla Infogrames. Il giocatore controlla Topolino, che deve trovare le note musicali mancanti sparse in quattro mondi elementari basati sui segmenti del film.
Ci sono diversi livelli basati su L'apprendista stregone che appaiono in Epic Mickey, un gioco uscito nel 2010 per la console Wii. Anche Yen Sid e Chernabog fanno delle apparizioni nel gioco (con il primo che narra l'inizio e la fine del gioco, e il secondo come un quadro).
La serie di videogiochi crossover Disney / Square Enix Kingdom Hearts caratterizza Chernabog come un boss nel primo episodio. Il brano Una notte sul Monte Calvo viene riprodotto durante il combattimento. In Kingdom Hearts II a Yen Sid viene dato un ruolo parlante ed è doppiato in inglese da Corey Burton. Sinfonia stregata, un mondo basato sul film, appare in Kingdom Hearts 3D: Dream Drop Distance. Come il mondo Il Fiume senza Tempo in Kingdom Hearts II, è caratterizzato come un periodo del passato di Topolino.
Nel gioco Disney Infinity è presente Topolino nei panni di Apprendista Stregone come uno dei personaggi giocabili.

### Documentario
Nel 1990, in occasione del cinquantesimo anniversario del film fu realizzato un documentario sulla sua realizzazione, presentato dall'attore Micheal Tucker con contributi di Leonard Maltin, Roy E. Disney, Ollie Johnston, Ward Kimball e molti altri artisti che lavorarono al film. Il documentario, prodotto dal canale americano ABC, fu distribuito allegato alla videocassetta del film nell'edizione de-luxe del 1991.
ALTRO
Chernabog, l'antagonista dell'ultimo pezzo, è stato introdotto in Lorcana dalla terza edizione, mentre Topolino, apprendista stregone, e Yen Sid nella quarta edizione.

## Sequel
Nel 1980 il Los Angeles Times riferì che gli animatori Wolfgang Reitherman e Mel Shaw avevano iniziato a lavorare su Musicana, "un concetto ambizioso che mescola jazz, musica classica, mitologia, arte moderna e altro, seguendo il vecchio formato di Fantasia". Lo storico d'animazione Charles Solomon ha scritto che lo sviluppo ebbe luogo tra il 1982 e il 1983, e che unì "racconti etnici da tutto il mondo con la musica dei vari paesi". I segmenti proposti per il film includevano una battaglia tra un dio del ghiaccio e una dea del sole impostata sulla Finlandia di Sibelius, uno ambientato nelle Ande sulle canzoni di Yma Sumac, e un altro con caricature di Louis Armstrong e Ella Fitzgerald. Il progetto venne accantonato in favore del Canto di Natale di Topolino.
Roy E. Disney, nipote di Walt, co-produsse Fantasia 2000, che entrò in produzione nel 1990 e dispone di sette nuovi segmenti eseguiti dalla Chicago Symphony Orchestra diretta da James Levine. L'apprendista stregone è l'unico segmento mantenuto dal film originale. Fantasia 2000 debuttò alla Carnegie Hall il 17 dicembre 1999 come parte di un tour di concerti live in cinque città, seguito da quattro mesi di impegno in cinema IMAX e un'ampia distribuzione nei cinema regolari nel 2000.

## Remake live-action
Nel 2010 dal segmento de L'Apprendista Stregone ne è stato realizzato un film live-action vagamente ispirato, con l'omonimo titolo, che a sua volta si basa sull'omonimo poema sinfonico del 1890 di Paul Dukas, ispirato all'omonima ballata del 1797 di Johann Wolfgang von Goethe. Il film vede come interpreti principali Nicolas Cage e Jay Baruchel, ed è diretto dal regista Jon Turteltaub.

## Crediti
Tutte le musiche sono state eseguite dalla Philadelphia Orchestra condotta da Leopold Stokowski, salvo diversa indicazione.
| Episodio                              | Crediti |
| ------------------------------------- | --- |
| Scene dal vivo                        | - Presentatore del film (1940): Deems Taylor - Presentatore del film (1982): Hugh Douglas - Presentatore del film (2000): Corey Burton - Fotografia: James Wong Howe |
| Toccata e fuga in Re minore           | - Musica: Toccata e fuga in Re minore, BWV 565 di Johann Sebastian Bach - Regista: Sam Armstrong - Storia: Lee Blair, Elmer Plummer, e Phil Dike - Direttore artistico: Robert Cormack - Sfondi: Joe Stahley, John Hench, e Nino Carbe - Sviluppo visivo: Oskar Fischinger - Animazione: Cy Young, Art Palmer, Dan MacManus, George Rowley, Ed Aardal, Joshua Meador, e Cornett Wood |
| Lo schiaccianoci                      | - Musica: Lo schiaccianoci Op. 71a di Pëtr Il'ič Čajkovskij - Regista: Samuel Armstrong - Storia: Sylvia Moberly-Holland, Norman Wright, Albert Heath, Bianca Majolie e Graham Heid - Sviluppo dei personaggi: John Walbridge, Elmer Plummer ed Ethel Kulsar - Direttori artistici: Robert Cormack, Al Zinnen, Curt Perkins, Arthur Byram e Bruce Bushman - Sfondi: John Hench, Ethel Kulsar e Nino Carbe - Animazione: Art Babbitt, Les Clark, Don Lusk, Cy Young e Robert Stokes - Coreografia: Jules Engel |
| L'apprendista stregone                | - Musica: L'apprendista stregone di Paul Dukas - Eseguita dall'orchestra sinfonica di Los Angeles diretta da Stokowski. - Regista: James Algar - Storia: Perce Pearce e Carl Fallberg - Direttori artistici: Tom Codrick, Charles Philippi e Zack Schwartz - Sfondi: Claude Coats, Stan Spohn, Al Dempster ed Eric Hansen - Supervisori all'animazione: Fred Moore e Bill Tytla - Animazione: Les Clark, Riley Thomson, Marvin Woodward, Preston Blair Ed Love, Ugo D'Orsi, George Rowley e Cornett Wood |
| La sagra della primavera              | - Musica: La sagra della primavera di Igor' Fëdorovič Stravinskij - Regista: Bill Roberts e Paul Satterfield - Storia e ricerca: William Martin, Leo Thiele, Robert Sterner e John McLeish - Direttori artistici: McLaren Stewart, Dick Kelsey e John Hubley - Sfondi: Ed Starr, Brice Mack ed Ed Levitt - Supervisori all'animazione: Wolfgang Reitherman e Joshua Meador - Animazione: Phil Duncan, John McManus, Paul Busch, Art Palmer, Don Tobin, Ed Aardal e Paul Kossoff - Effetti speciali: Gail Papineau e Leonard Pickley |
| Intermezzo/Meet the Soundtrack        | - Narratore: Deems Taylor - Registi: Ben Sharpsteen e David Hand - Animazione: Joshua Meador, Art Palmer, Harry Hamsel e George Rowley |
| Sinfonia Pastorale                    | - Musica: Sinfonia n. 6 in Fa maggiore, Op. 68 "Pastorale" di Ludwig van Beethoven - Registi: Hamilton Luske, Jim Handley e Ford Beebe - Storia: Otto Englander, Webb Smith, Erdman Penner, Joseph Sabo, Bill Peet e Vernon Stallings - Sviluppo dei personaggi: James Bodrero, John P. Miller e Lorna S. Soderstrom - Direttori artistici: Hugh Hennesy, Ken Anderson, Gordon Legg, Herbert Ryman, Yale Gracey, e Lance Nolley - Sfondi: Claude Coats, Ray Huffine, Art Riley, Dick Anthony, Gerald Nevius e Roy Forkum - Supervisori all'animazione: Fred Moore, Ward Kimball, Eric Larson, Art Babbitt, Ollie Johnston e Don Towsley - Animazione: Bernard Wolf, Jack Campbell, Jack Bradbury, James Moore, Milt Neil, Bill Justice, John Elliotte, Walt Kelly, Don Lusk, Lynn Karp, Murray McClellan, Bob Youngquist e Harry Hamsel |
| Danza delle ore                       | - Musica: Danza delle ore dall'opera La Gioconda di Amilcare Ponchielli - Registi: T. Hee e Norman Ferguson - Sviluppo dei personaggi: Martin Provensen, James Bodrero, Duke Russell ed Earl Hurd - Direttori artistici: Kendall O'Connor, Harold Doughty ed Ernie Nordli - Sfondi: Al Dempster e Charles Conner - Supervisori all'animazione: Norman Ferguson - Animazione: John Lounsbery, Howard Swift, Preston Blair, Hugh Fraser, Harvey Toombs, Norman Tate, Hicks Lokey, Art Elliott, Grant Simmons, Ray Patterson e Franklin Grundeen |
| Una notte sul Monte Calvo e Ave Maria | - Musiche: Una notte sul Monte Calvo di Modest Petrovič Musorgskij e Ave Maria, Op. 52 No. 6 di Franz Schubert - Regista: Wilfred Jackson - Storia: Campbell Grant, Arthur Heinemann, e Phil Dike - Direttori artistici: Kay Nielsen, Terrell Stapp, Charles Payzant e Thor Putnam - Sfondi: Merle Cox, Ray Lockrem, Robert Storms, e Dick Anthony - Direttore del coro: Charles Henderson - Solo lirico: Julietta Novis - Supervisore all'animazione: Bill Tytla - Animazione: John McManus, William Shull, Bob Carlson, Lester Novros, e Don Patterson - Speciali effetti animati: Joshua Meador, Miles E. Pike, John F. Reed, e Dan MacManus - Effetti speciali: Gail Papineau e Leonard Pickley |